# The Magicians
The Magicians fue una serie de televisión de fantasía estadounidense que se estrenó el 16 de diciembre de 2015 por Syfy y está basada en la novela del mismo nombre de Lev Grossman. En enero de 2019, Syfy renovó la serie para una quinta temporada a estrenarse el 15 de enero de 2020. La serie finalizó el 1 de abril de 2020 tras 5 temporadas y 65 episodios.

## Sinopsis
Quentin Coldwater se inscribe en la Universidad Brakebills para Pedagogía Mágica para ser entrenado como mago, donde descubre que el mundo mágico de sus libros favoritos de la infancia es real y representa un peligro para la humanidad. Mientras tanto, la vida de su amiga de la infancia, Julia, se descarrila cuando se le niega la entrada y busca la magia en otros lugares.

## Reparto
- Jason Ralph como Quentin Coldwater.
- Stella Maeve como Julia Wicker.
- Olivia Taylor Dudley como Alice Quinn.
- Hale Appleman como Eliot Waugh.
- Arjun Gupta como William «Penny» Adiyodi.
- Summer Bishil como Margo Hanson.
- Rick Worthy como Henry Fogg.
- Jade Tailor como Kady Orloff-Diaz.
- Brittany Curran como Fen.
- Trevor Einhorn como Josh Hoberman.
- Kacey Rohl como Marina.[1]

## Episodios
| Temporada | Temporada | Episodios | Episodios | Emisión original        | Emisión original    |
| Temporada | Temporada | Episodios | Episodios | Primera emisión         | Última emisión      |
| --------- | --------- | --------- | --------- | ----------------------- | ------------------- |
|           | 1         | 13        | 13        | 16 de diciembre de 2015 | 11 de abril de 2016 |
|           | 2         | 13        | 13        | 25 de enero de 2017     | 19 de abril de 2017 |
|           | 3         | 13        | 13        | 10 de enero de 2018     | 4 de abril de 2018  |
|           | 4         | 13        | 13        | 23 de enero de 2019     | 17 de abril de 2019 |
|           | 5         | 13        | 13        | 15 de enero de 2020     | 1 de abril de 2020  |

## Producción

### Desarrollo
El 5 de octubre de 2011, se anunció que FOX adaptaría una serie televisiva basada novela homónima de fantasía de Lev Grossman. El guion será escrito por Ashley Miller y Zack Stentz, producido por Michael London, Shawn Levy y Michael Adelstein y se desempeñan como productores ejecutivos Miller, Stentz, London, Levy, Adelstein y Becky Clements. London había optado por la novela que fue publicado en 2009 mientras tenía un trato con Miller y Stentz debido a su amplio conocimiento en televisión. Al no seguir adelante con el proyecto, Grossman escribió en su blog que estaba decepcionado de que el proyecto no se mantuviera, pero que se vendería a otras cadenas.
El 30 de abril de 2014, se anunció que el proyecto se estaba desarrollando en Syfy por Sera Gamble, John McNamara y Michael London. Gamble y McNamara escribirán el guion y London será productor ejecutivo. El 9 de julio de 2014, Syfy ordenó la producción del episodio piloto. Grossman afirmó que ejerce como asesor creativo en la serie revisando los borradores de los guiones ofreciendo opiniones y notas pero no está a cargo de escribirlo. El 4 de mayo de 2015, se anunció que la serie fue recogida con una primera temporada de 13 episodios. El 30 de septiembre de 2015, se anunció que el estudio MastersFX proveerá los efectos prácticos y digitales.
El 9 de diciembre de 2015, se anunció que la serie emitirá el primer episodio el 16 de diciembre de 2015 como una emisión especial, y se estrenará oficialmente el 24 de enero de 2016. El 8 de enero de 2016, se anunció que el primer episodio está disponible en Syfy.com y en las plataformas de televisión por cable, satélital y de telecomunicaciones On Demand a partir de ese día. El episodio también estará disponible en Facebook, YouTube, Perk TV y Roku la semana del 11 de enero.
El 8 de febrero de 2016, se anunció que la serie fue renovada para una segunda temporada de 13 episodios, que se estrenó el 25 de enero de 2017. El 12 de abril de 2017, se anunció que la serie fue renovada para una tercera temporada de 13 episodios, que se estrenó el 10 de enero de 2018. El 28 de febrero de 2018, se anunció que la serie fue renovada para una cuarta temporada de 13 episodios, que se estrenó el 23 de enero de 2019. El 22 de enero de 2019, se anunció que se anunció que la serie fue renovada para una quinta temporada. Además se anunció que Henry Alonso Myers, que ha sido productor ejecutivo de la serie desde la temporada 1, se une a McNamara y Gamble como co-showrunner. El 2 de diciembre de 2019, se anunció que la quinta temporada se estrenaría el 15 de enero de 2020.

### Casting
El 6 de noviembre de 2014, se anunció que Stella Maeve, Hale Appleman y Arjun Gupta fueron elegidos en roles principales. En diciembre de 2014, se anunció que Jason Ralph, Sosie Bacon y Summer Bishil fueron elegidos en roles principales. En agosto de 2015, se anunció que Olivia Taylor Dudley fue elegida reemplazando a Bacon. Además habían sido elegidos Rick Worthy, Anne Dudek, Jade Tailor, Esmé Bianco y Tembi Locke en roles recurrentes. El 7 de enero de 2016, se anunció que Michael Cassidy, Spencer Garrett, David Call, Kacey Rohl y Hiro Kanagawa habían sido elegidos en roles recurrentes.
El 4 de abril de 2016, se anunció que Trevor Einhorn había sido elegido en un rol recurrente. El 24 de junio de 2016, se anunció que Brittany Curran había sido elegida como recurrente en la segunda temporada. En agosto de 2016, se anunció que Rizwan Manji y Arlen Escarpeta habían sido elegidos en roles recurrentes. El 28 de septiembre de 2016, se anunció que Christopher Gorham sido elegido en un rol recurrente. El 13 de octubre de 2016, se anunció que Leonard Roberts fue elegido en un rol recurrente. El 7 de febrero de 2017, se anunció que Marlee Matlin aparecerá en el episodio 10 de la temporada 2 titulado «The Girl Who Told Time». El 18 de mayo de 2017, se anunció que Einhorn y Curran fueron ascendidos en roles principales en la tercera temporada. El 31 de agosto de 2017, se anunció que Dina Meyer fue elegida como recurrente. En noviembre de 2017, se anunció que Felicia Day y Jaime Ray Newman fueron elegidas en roles de invitadas. El 31 de julio de 2018, se anunció que Jolene Purdy  había sido elegida en un rol recurrente en la cuarta temporada. El 21 de julio de 2019, se anunció que Yetide Badaki fue elegida en un rol de invitada en la quinta temporada.

### Rodaje
El piloto se rodó en diciembre de 2014 en Nueva Orleans, Luisiana. El rodaje de la temporada 1 comenzó a rodarse en agosto de 2015 en Vancouver, Columbia Británica. El rodaje de la temporada 5 comenzó el 10 de junio de 2019 y terminó el 8 de noviembre de ese año.

## Recepción

### Críticas
| Temporada | Temporada | Reseñas           | Reseñas          |
| Temporada | Temporada | Rotten Tomatoes   | Metacritic       |
| --------- | --------- | ----------------- | ---------------- |
|           | 1         | 74% (46 reseñas)  | 60% (24 reseñas) |
|           | 2         | 91% (22 reseñas)  | 74% (5 reseñas)  |
|           | 3         | 100% (11 reseñas) | —                |
|           | 4         | 93% (27 reseñas)  | 81% (4 reseñas)  |
|           | 5         |                   |                  |